# Wtrzciniec zdzieblarzowaty
Wtrzciniec zdzieblarzowaty (Calameuta filiformis) – gatunek błonkówki z rodziny ździeblarzowatych.

## Zasięg występowania
W Polsce występuje na terenie całego kraju.

## Budowa ciała
Osiąga 9-12 mm długości. Odwłok smukły, pokładełko położone w tej samej płaszczyźnie co końcowy fragment spodniej strony odwłoka oraz wystające niewiele poza jego ostatni tergit. Czułki nie rozszerzają się, trzeci segment nieco krótszy bądź równy długości czwartego. Pierwszy człon stopy tylnych odnóży krótszy niż człony od drugiego do czwartego łącznie.
Ubarwienie ciała w większości czarne. Między czarnymi  przedtarczką i tarczką śródplecza wąska, żółta przepaska.    Żółte przepaski także na tergitach odwłoka - od czwartego do szóstego, a u samicy często również na trzecim i siódmym. Tylne golenie oraz czułki całkowicie czarne.

## Biologia i ekologia
Występuje na nieużytkach, trzcinowiskach, łąkach, polanach i skrajach lasów.  Spotykany od maja do lipca. Larwy minują liście głównie trzcinnika piaskowego, rajgrasu wyniosłego i trzciny pospolitej. Imago żywią się pyłkiem, nektarem i spadzią.